# Parrotiopsis jacquemontiana
Parrotiopsis jacquemontiana là một loài thực vật có hoa trong họ Hamamelidaceae. Loài này được (Decne.) Rehder miêu tả khoa học đầu tiên năm 1920.